# حصار بجاية (1326–1329)
كان حصار بجاية محاولة كبرى في عامي 1326 و1329 من قبل الزيانيين للاستيلاء على المدينة من منافسيهم الحفصيين.

## خلفية
انتج السلاطين الزيانيون سياسة التوسع تجاه الحفصيين في الشرق. احتل السلاطين الحفصيون المنشقون مدينتي بجاية وقسنطينة في أوائل القرن الرابع عشر. دفع اغتيال ابن حلوف، وهو زعيم صنهاجي كان يعمل ملازمًا لسلطان بجاية، بأمر من مدعي قسطنطينة أبو يحيى أبو بكر، دفع الصنهاجة والذواودة، الحلفاء التقليديون لبجاية، إلى حشد الزيانيين. في عام 1313، استولى أبو حمو على أزفون وحصنها خلال حملاته ضد بجاية. خدم هذا الموقف الراسخ كأساس لحملة خليفته أبو تاشفين في عام 1326. اعتلى الأخير العرش في عام 1319 وقاد في نفس العام أول غارة على بجاية. تتكرر الهجمات على هذه المدينة كل عام تقريبًا خلال الحملات العسكرية التي تصل أحيانًا إلى عنابة وحدود تونس الحالية.
وفقًا للبعثات، فإن بجاية مهددة بالبناء التدريجي للحصون في وادي الصومام بما في ذلك حصنان أوليان، على بعد يومين سيرًا على الأقدام من المدينة، تم بناؤهما في عام 1321 في مكان يسمى حصن بكر  أو حصن تغار.
شجع السلطان الزياني أبو تاشفين الخلافات بين أعدائه: فقد غذى الانقسامات داخل الحفصيين من خلال دعم المدعين الدمى ودعم القبائل العربية المتمردة. حتى أنه ذهب خلال حملاته للاستيلاء على تونس مؤقتًا في عامي 1324 و1325، ولكن دون أن ينجح في إسقاط بجاية.

## حصار
في عام 1326، أنشأ الزيانيون حصن تمزدكت على بعد مسيرة يوم واحد من بجاية. ويذكرنا اسمه عمدًا بقلعة زيانية قديمة في منطقة وجدة الحدودية. يمكن أن تستوعب هذه القلعة 3000 رجل وتمثل سدًا لطرق الاتصال بالمدينة التي تعاني من المجاعة، نتيجة لذلك تبقى معزولة عن أي تعزيزات حفصية من قسنطينة أو تونس. أخيرًا، في اللحظة الأكثر أهمية بالنسبة للمدينة المحاصرة، في عام 1329، بنى أبو تاشفين معقلًا في الياقوتة، عند مصب الصومام. حاول الحفصيون عدة مرات إنهاء الحصار: مرة في عام 1327 ومرة أخرى في عام 1329 ولكن دون جدوى.

## عواقب
دفعت هذه الحلقات من الحصارات المتكررة السلطان الحفصي أبا يحيى أبو بكر إلى عقد تحالف مع السلطان المريني أبا الحسن ضد الزيانيين في وقت مبكر من عام 1329. وفي ربيع عام 1331، شن الأخير حملة على تلمسان بينما دمر الحفصيون من جانبهم معاقل الزيانيين في وادي الصمام.

## أنظر أيضا
- معركة تمزدكت
- معركة الرياس
- الاستيلاء على تونس (1329)